# Графское (Башкортостан)
Гра́фское (баш. Графский) — деревня в Калтасинском районе Республики Башкортостан Российской Федерации. Входит в состав Кельтеевского сельсовета. 

## География

### Географическое положение
Расположена на реке Малый Кельтей.
Расстояние до:
- районного центра (Калтасы): 29 км,
- центра сельсовета (Большой Кельтей): 10 км,
- ближайшей ж/д станции (Янаул): 85 км.

## Население
| 2002 | 2009 | 2010 |
| ---- | ---- | ---- |
| 134  | ↘111 | ↘64  |

Национальный состав
Согласно переписи 2002 года, преобладающие национальности — русские (54 %), марийцы (30 %).